# Adradilla
Adradilla es un despoblado español situado en el término municipal de Brieva, en la provincia de Segovia, comunidad autónoma de Castilla y León.  Actualmente solo se conserva un mojón de referencia en la localización, que se dice que era una piedra de la casa del cura.[cita requerida]

## Toponimia
Su nombre se debe a su proximidad a Adrada de Pirón, y seguramente en un principio se trató de un barrio suyo.

## Ubicación

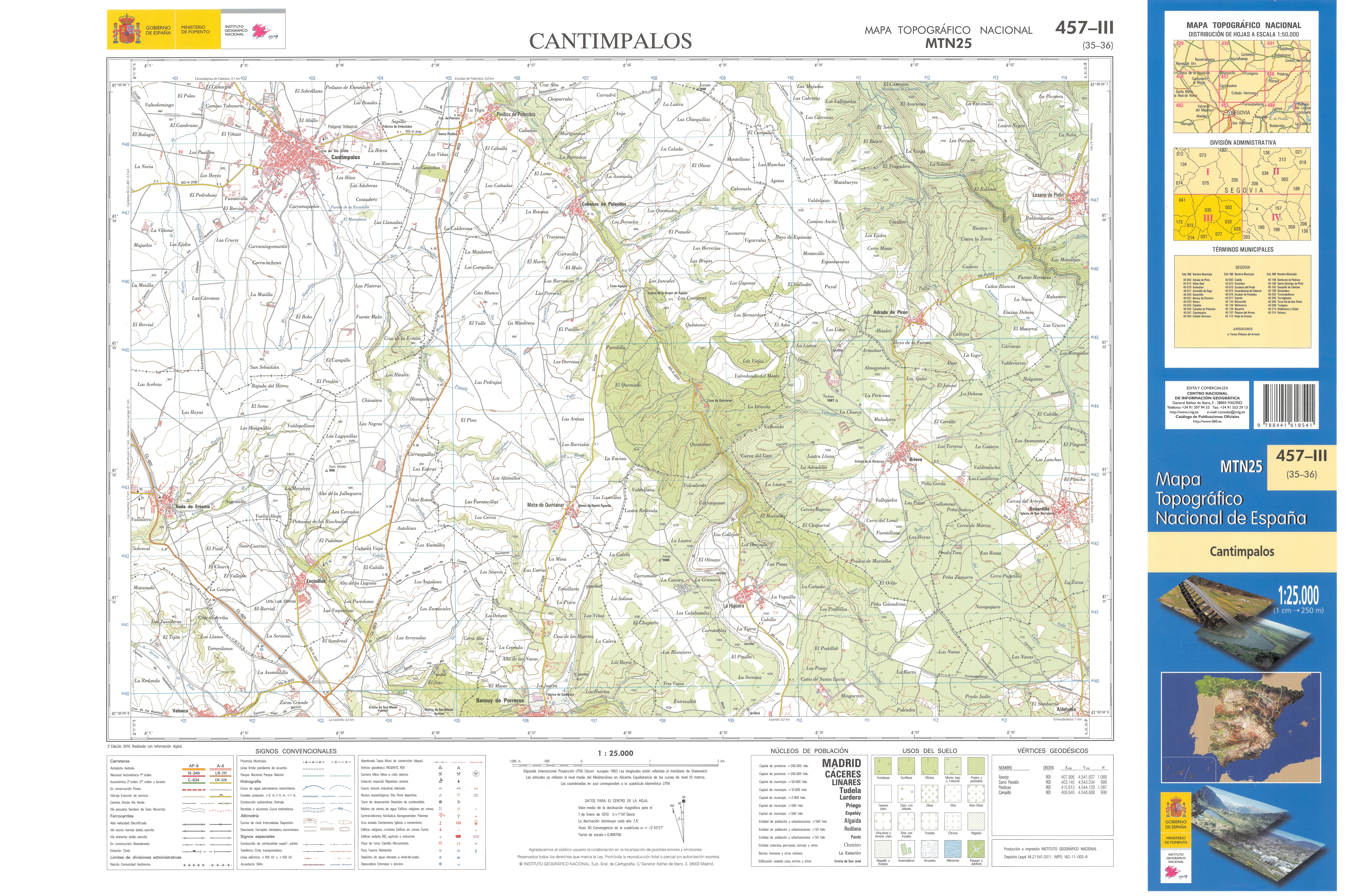
Fragmento de la hoja 457 del Mapa Topográfico Nacional de España de 2010 en el que se representa el lugar donde se ubicó Adradilla

Se situaba a 1,4 km al suroeste de Brieva, a un lado y otro del camino que se dirige hacia la línea divisoria con La Higuera, 100 metros después de encontrarse con una cañada, en la fuente que da origen a un arroyo. En la zona se constata la existencia de restos arqueológicos tanto de materiales constructivos (cal, fragmentos de ladrillo, baldosas) como de fragmentos de cerámica de cronología medieval y moderna.

## Historia
Perteneció a la Comunidad de Villa y Tierra de Segovia. Se tiene constancia de su existencia a mediados del siglo XII y en 1247 aparece documentado como Adradiella, pagando como impuestos la cantidad de 8 maravedíes por lo que debió de ser una aldea pequeña. Seguía poblada a finales del siglo XVI y junto con Brieva, municipio del que figura como anexo, tenía 72 vecinos, de los cuales unos 14 eran de Adradilla. El lugar se debió de despoblar hacia 1800.